# El Ejido Tablón Número Uno
El Ejido Tablón Número Uno är en ort i Mexiko.   Den ligger i kommunen Rosario och delstaten Sinaloa, i den centrala delen av landet, 800 km nordväst om huvudstaden Mexico City. El Ejido Tablón Número Uno ligger 58 meter över havet och antalet invånare är 544.
Terrängen runt El Ejido Tablón Número Uno är kuperad österut, men västerut är den platt. Runt El Ejido Tablón Número Uno är det glesbefolkat, med 15 invånare per kvadratkilometer. Närmaste större samhälle är El Pozole, 19,4 km söder om El Ejido Tablón Número Uno. Omgivningarna runt El Ejido Tablón Número Uno är en mosaik av jordbruksmark och naturlig växtlighet.